# 1356
Il 1356 (MCCCLVI in numeri romani) è un anno bisestile del XIV secolo.

## Eventi
- Carlo IV emana la Bolla d’oro
- 19 settembre - Francia - Battaglia di Poitiers, seconda grande sconfitta dell'armata francese in cui viene fatto prigioniero Giovanni il buono

## Nati
- 29 luglio - Martino I d'Aragona, re († 1410)
- 19 settembre - Obizzo IV d'Este, nobile italiano († 1388)
- Cecilia da Carrara, nobildonna italiana († 1432)
- Lorenzo Onofrio Colonna, conte dei Marsi, nobile e condottiero italiano († 1423)
- Pino II Ordelaffi, nobile italiano († 1402)
- Vincenza Pasini, veggente italiana († 1431)
- Maddalena Scrovegni, umanista italiana († 1429)
- Tommaso III di Saluzzo, marchese italiano († 1416)

## Morti
- 10 gennaio - Toqto'a, storico e politico cinese (n. 1314)
- 29 gennaio - Guglielmo da Cremona, vescovo cattolico italiano (n. 1270)
- 11 marzo - Giovanni di Beaumont, nobile olandese (n. 1288)
- 12 marzo - Rodolfo I di Sassonia-Wittenberg, nobile tedesco (n. 1284)
- 5 aprile - Filippino Gonzaga, condottiero italiano
- 8 giugno - Elizabeth de Badlesmere, nobile inglese (n. 1313)
- 19 giugno - Michelina da Pesaro, religiosa italiana (n. 1300)
- 21 giugno - Bolko II di Opole, nobile polacco
- 23 giugno - Margherita II di Hainaut, contessa (n. 1311)
- 8 agosto - Giovanni Gradenigo, doge
- 27 agosto - Beraldo I delfino d'Alvernia, nobile francese
- 19 settembre - Pietro I di Borbone, nobile francese (n. 1311)
- 19 settembre - Jean de Clermont, militare francese
- 19 settembre - Goffredo di Charny, cavaliere medievale e scrittore francese
- 19 settembre - Gualtieri VI di Brienne, nobile francese
- 11 ottobre - Pasteur de Sarrats, cardinale e arcivescovo cattolico francese
- 19 ottobre - Giovanna de Geneville, II baronessa di Geneville, nobile britannica (n. 1286)
- 20 dicembre - Gaillard de la Mothe, cardinale francese
- Jacopo Acciaiuoli, politico italiano
- Paolo Liazari, giurista italiano
- Lippo Memmi, pittore italiano
- Pier Saccone Tarlati, condottiero italiano (n. 1261)
- Beccario de' Beccaria, politico e giurista italiano
- Abu l-Fath as-Samiri, scrittore arabo
- Hasan-e Bozorg, sovrano mongolo

## Calendario
| Calendario 1356 | Calendario 1356 | Calendario 1356 | Calendario 1356 | Calendario 1356 | Calendario 1356 | Calendario 1356 | Calendario 1356 | Calendario 1356 | Calendario 1356 | Calendario 1356 | Calendario 1356 | Calendario 1356 | Calendario 1356 | Calendario 1356 | Calendario 1356 | Calendario 1356 | Calendario 1356 | Calendario 1356 | Calendario 1356 | Calendario 1356 | Calendario 1356 | Calendario 1356 | Calendario 1356 | Calendario 1356 | Calendario 1356 | Calendario 1356 | Calendario 1356 | Calendario 1356 | Calendario 1356 | Calendario 1356 | Calendario 1356 | Calendario 1356 |
| --------------- | --------------- | --------------- | --------------- | --------------- | --------------- | --------------- | --------------- | --------------- | --------------- | --------------- | --------------- | --------------- | --------------- | --------------- | --------------- | --------------- | --------------- | --------------- | --------------- | --------------- | --------------- | --------------- | --------------- | --------------- | --------------- | --------------- | --------------- | --------------- | --------------- | --------------- | --------------- | --------------- |
|                 | 1               | 2               | 3               | 4               | 5               | 6               | 7               | 8               | 9               | 10              | 11              | 12              | 13              | 14              | 15              | 16              | 17              | 18              | 19              | 20              | 21              | 22              | 23              | 24              | 25              | 26              | 27              | 28              | 29              | 30              | 31              |                 |
| Gennaio         | Ve              | Sa              | Do              | Lu              | Ma              | Me              | Gi              | Ve              | Sa              | Do              | Lu              | Ma              | Me              | Gi              | Ve              | Sa              | Do              | Lu              | Ma              | Me              | Gi              | Ve              | Sa              | Do              | Lu              | Ma              | Me              | Gi              | Ve              | Sa              | Do              |                 |
| Febbraio        | Lu              | Ma              | Me              | Gi              | Ve              | Sa              | Do              | Lu              | Ma              | Me              | Gi              | Ve              | Sa              | Do              | Lu              | Ma              | Me              | Gi              | Ve              | Sa              | Do              | Lu              | Ma              | Me              | Gi              | Ve              | Sa              | Do              | Lu              |                 |                 |                 |
| Marzo           | Ma              | Me              | Gi              | Ve              | Sa              | Do              | Lu              | Ma              | Me              | Gi              | Ve              | Sa              | Do              | Lu              | Ma              | Me              | Gi              | Ve              | Sa              | Do              | Lu              | Ma              | Me              | Gi              | Ve              | Sa              | Do              | Lu              | Ma              | Me              | Gi              |                 |
| Aprile          | Ve              | Sa              | Do              | Lu              | Ma              | Me              | Gi              | Ve              | Sa              | Do              | Lu              | Ma              | Me              | Gi              | Ve              | Sa              | Do              | Lu              | Ma              | Me              | Gi              | Ve              | Sa              | Do              | Lu              | Ma              | Me              | Gi              | Ve              | Sa              |                 |                 |
| Maggio          | Do              | Lu              | Ma              | Me              | Gi              | Ve              | Sa              | Do              | Lu              | Ma              | Me              | Gi              | Ve              | Sa              | Do              | Lu              | Ma              | Me              | Gi              | Ve              | Sa              | Do              | Lu              | Ma              | Me              | Gi              | Ve              | Sa              | Do              | Lu              | Ma              |                 |
| Giugno          | Me              | Gi              | Ve              | Sa              | Do              | Lu              | Ma              | Me              | Gi              | Ve              | Sa              | Do              | Lu              | Ma              | Me              | Gi              | Ve              | Sa              | Do              | Lu              | Ma              | Me              | Gi              | Ve              | Sa              | Do              | Lu              | Ma              | Me              | Gi              |                 |                 |
| Luglio          | Ve              | Sa              | Do              | Lu              | Ma              | Me              | Gi              | Ve              | Sa              | Do              | Lu              | Ma              | Me              | Gi              | Ve              | Sa              | Do              | Lu              | Ma              | Me              | Gi              | Ve              | Sa              | Do              | Lu              | Ma              | Me              | Gi              | Ve              | Sa              | Do              |                 |
| Agosto          | Lu              | Ma              | Me              | Gi              | Ve              | Sa              | Do              | Lu              | Ma              | Me              | Gi              | Ve              | Sa              | Do              | Lu              | Ma              | Me              | Gi              | Ve              | Sa              | Do              | Lu              | Ma              | Me              | Gi              | Ve              | Sa              | Do              | Lu              | Ma              | Me              |                 |
| Settembre       | Gi              | Ve              | Sa              | Do              | Lu              | Ma              | Me              | Gi              | Ve              | Sa              | Do              | Lu              | Ma              | Me              | Gi              | Ve              | Sa              | Do              | Lu              | Ma              | Me              | Gi              | Ve              | Sa              | Do              | Lu              | Ma              | Me              | Gi              | Ve              |                 |                 |
| Ottobre         | Sa              | Do              | Lu              | Ma              | Me              | Gi              | Ve              | Sa              | Do              | Lu              | Ma              | Me              | Gi              | Ve              | Sa              | Do              | Lu              | Ma              | Me              | Gi              | Ve              | Sa              | Do              | Lu              | Ma              | Me              | Gi              | Ve              | Sa              | Do              | Lu              |                 |
| Novembre        | Ma              | Me              | Gi              | Ve              | Sa              | Do              | Lu              | Ma              | Me              | Gi              | Ve              | Sa              | Do              | Lu              | Ma              | Me              | Gi              | Ve              | Sa              | Do              | Lu              | Ma              | Me              | Gi              | Ve              | Sa              | Do              | Lu              | Ma              | Me              |                 |                 |
| Dicembre        | Gi              | Ve              | Sa              | Do              | Lu              | Ma              | Me              | Gi              | Ve              | Sa              | Do              | Lu              | Ma              | Me              | Gi              | Ve              | Sa              | Do              | Lu              | Ma              | Me              | Gi              | Ve              | Sa              | Do              | Lu              | Ma              | Me              | Gi              | Ve              | Sa              |                 |